# 井川なつ
井川なつ（いがわ  なつ）は日本のアイドル。アイドルグループOS☆Uの元メンバーである。
OS☆U 8期生として、2017年8月にデビュー。2023年3月に卒業。愛称は「なっちゃん」。血液型O型。

## 人物
- 血液型はO型であるが、献血をするまではA型であると信じていたため、プロフィールではA型となっているものもある。[1]
- オロナミンC、コーラ、ウメッシュ(ノンアルコール)を飲んでいる。[1]
- 21歳になってからの好きな食べ物は、納豆たまごかけごはんである。[1]

## 活動履歴
- EIcarsアイカーズ レースクイーン (2018年) [2]
- 八十亀ちゃんかんさつにっき 第8話『アキバじゃにゃあ』声優としてゲスト出演 [3] [4]
- BeatAround834サテライトFLASH (メディアスFM)
- ギャルコン2021 ヤンジャンTV賞 [5]